# Echinus (animal)
Echinus es un género de erizo de mar perteneciente a la familia Echinidae.

## Especies
Especies de este género:
- Echinus acutus de Lamarck, 1816
- Echinus affinis Mortensen, 1903
- Echinus alexandri Danielssen & Koren, 1883
- Echinus elegans Düben & Koren, 1846
- Echinus esculentus Linnaeus, 1758
- Echinus gilchristi Bell, 1904
- Echinus gracilis A. Agassiz, 1869
- Echinus melo Lamarck, 1816
- Echinus tenuispinus' Norman, 1868
- Echinus tylodes H. L. Clark, 1912